# Madge Kennedy

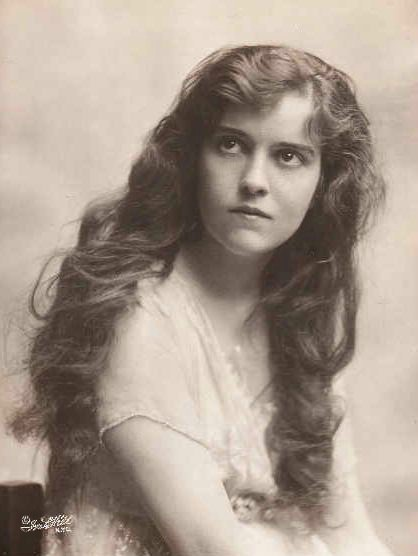
Madge Kennedy år 1916.

Madge Kennedy, född 19 april 1891 i Chicago, Illinois, död 9 juni 1987 i Woodland Hills, Kalifornien, var en amerikansk skådespelare. Hon var en firad stumfilmsstjärna i Hollywood under 1910-talet och 1920-talet och var kontrakterad av Samuel Goldwyn. Sedan dröjde det till 1952 innan hon åter började filma igen, nu i biroller.
Hon medverkade i Broadway-produktioner åren 1912-1965.
Kennedy har en stjärna på Hollywood Walk of Fame vid adressen 1600 Vine Street.

## Filmografi, urval
- 1955 – När regnet kom
- 1956 – Han som älskade livet
- 1956 – Ett enkelt bröllop
- 1958 – Dada för tre
- 1969 – När man skjuter hästar så...
- 1975 – Gräshopporna
- 1976 – Maratonmannen